# 백인 우월주의

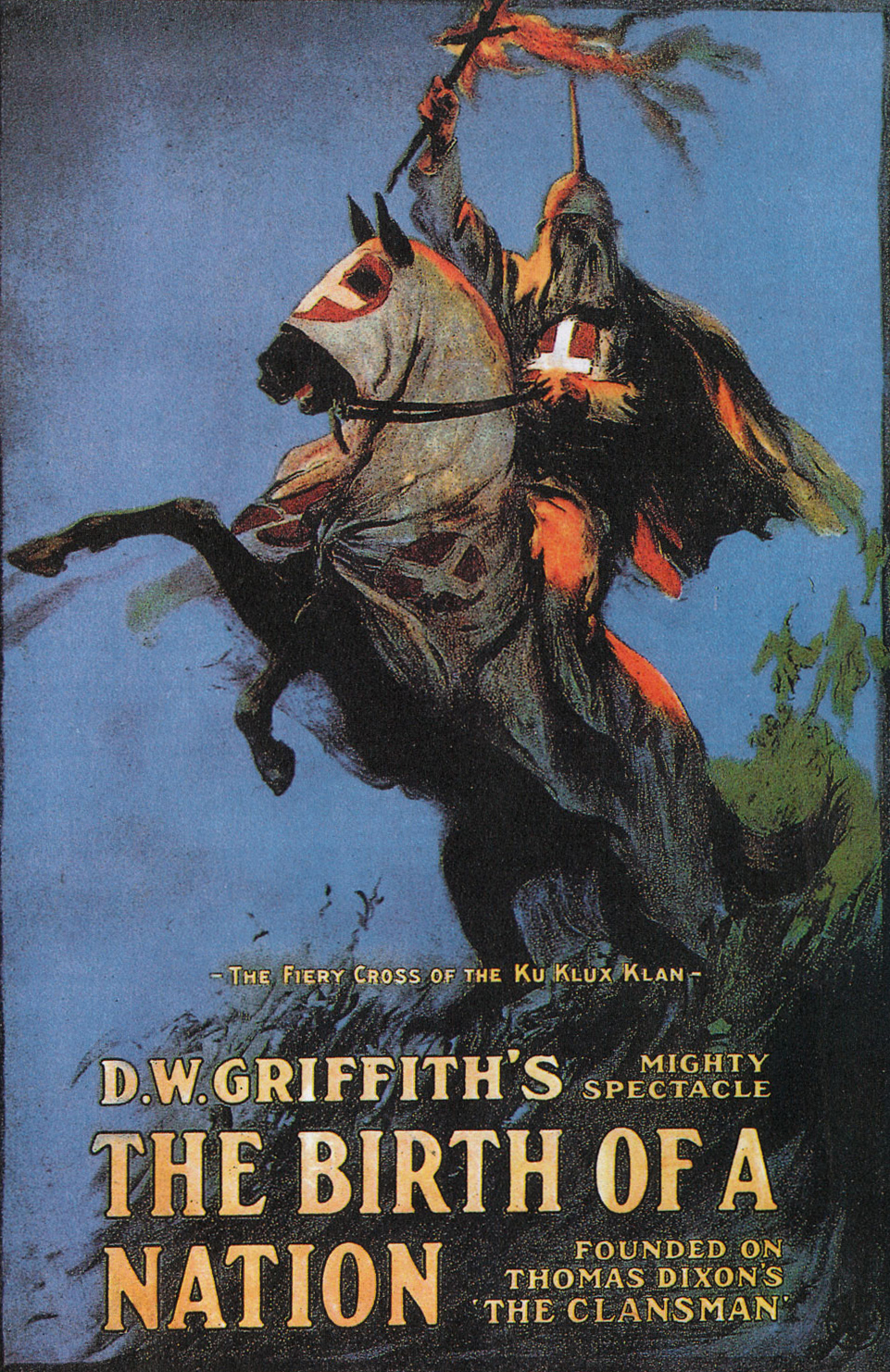

백인우월주의(白人優越主義, white supremacy)란 백인이 다른 인종보다 선천적으로 우월함을 타고났다는 인종관념이다. 이 용어는 때때로 정치적, 또는 사회적으로 백인이 주도하는 사회나 국가의 정치이념으로 나타난다. 백인우월주의는 다른 우월주의와 마찬가지로 자민족중심주의와 헤게모니에 대한 욕망에 근거하고 있으며, 많은 인종주의와 외국인혐오적 요소들을 포함하고 있다. 백인우월주의는 종종 인종청소, 민족정화, 인종분리 등과도 연계되어 있다, 백인의 범주에 들지 않는 모든 민족집단, 아랍인, 아시아인 등에 대해 편견과 차별을 드러내며, 일부 백인 우월주의는 반흑인주의와 반유대주의를 강하게 드러내기도 한다. 또한 (특히 미국의) 백인 우월주의자들은 인종 외에 종교나 성정체성 등을 이유로 미국에서 비주류로 여겨지는 개신교 이외의 기독교(가톨릭, 예수 그리스도 후기성도 교회 등) 신자나 동성애자, 여성주의자에게도 적대적이다.
백인우월주의의 핵심인 백인과 비백인의 구별에 대한 정의는 각 집단마다 차이를 보이고 있으며, 그들이 주적으로 삼는 비백인 집단도 차이를 보이고 있어, 모든 백인우월주의 집단에 공통되는 것은 아니다. 그러나 공통적으로 유대인을 백인에 대한 최대위협으로 보고 있으며, 유대인이 다른 인종그룹을 조종하여 그들 자신의 목적에 이용하고 있다고 보고 있다.

## 역사
정치, 경제, 사회의 모든 면에서 미국 내전과 내전 후의 재건기 이전의 미국은 백인우월주의가 지배적인 국가였다. 또한 아파르트헤이트기의 남아프리카 공화국과 일부 유럽국가들에도 마찬가지였다. 특히 주목할 만한 것은 나치 독일의 제3제국시기로, 백인우월주의와 독일민족주의가 결합한 나치즘의 유럽세계에 대한 영향이 지속적인 논쟁거리였다. 미국의 일부지역(특히 남부)에서는 비백인에 속하는 인종 및 민족그룹은 참정권(시민권)을 부여받지 못했으며, 정부건물로의 출입통제 및 공무원 임용불가 등의 차별을 20세기의 절반이 지나도록 감수해야 했다. 이민국가의 백인 지도자들은 종종 원주민들을(미국의 아메리카 원주민, 캐나다의 First Nation, 호주의 애버리진 등) 경제 및 정치발전의 걸림돌로 여겼으며, 그들을 척박한 보호구역에 가둬두거나 추방했다. 오스트레일리아는 오랫동안 인접한 아시아 국가로부터 이민을 받지 않는 백호주의를 지켰다.

## 여러 백인우월주의 이념
앞서 내용과 같이 백인우월주의 이념은 서로 백인의 정의와 주적 그룹의 분류에서 많은 차이를 보이고 있으며, 이에 따라 세부적으로 분류할 수 있다.

### 노르딕 우월주의
노르딕 우월주의자들은 오직 노르드족-곧 북부유럽과 게르만족이 지배적인 독일과 오스트리아 등의 국가만을 진정한 백인으로 본다. 이들은 금발과 파란 눈, 큰 신장 등의 특징을 중요시하며, 남부(라틴족)나 동부유럽인(슬라브족)을 열등하게 여긴다. 메디슨 그랜트가 1916년에 쓴 저서에 따르면 노르딕 출신이 아니지만, 노르딕의 인종 특성을 가진 남부·동부의 유럽인은 노르딕과의 혼혈로 보고 위대한 인종이 되기에 적합한 특성을 갖추었다고 주장하고 있다. 나치주의의 인종론은 노르딕 우월주의의 일례이다.

### 범유럽주의
범(汎)유럽주의는 유럽에 뿌리를 둔 유럽 태생의 모든 밝은 피부를 가진 사람을 백인으로 간주한다.

### 범아리아니즘
백인우월주의의 다른 갈래인 범(汎)아리아니즘은 백인의 범위를 유럽계 민족에서 비(非)유럽 인도유럽인으로 확장하여, 중동인, 북아프리카인, 중서부 아시아인 등 인도유럽어족을 쓰는 사람들을 백인의 범주에 분류한다. 다만 범아리아니즘의 분류는 잠정적이어서 모든 범아리아니즘의 신봉자들이 이 지역인들을 백인으로 간주하는 것은 아니다. 중동인 중에는 시리아인, 레바논 기독교인, 터키인 및 페르시아인 등을 백인으로 받아들이나, 셈어를 쓰는 다른 아랍인은 백인의 범주에 넣지 않는다.
인도이란인 계열의 인도아리아인들은 일반적으로 백인으로 여기지 않으나, 몇몇 범아리아니즘 신봉자들은 이들 지역에서 비교적 밝은 피부를 지닌 이들은 아리아인의 후손일 가능성이 있다고 여긴다. 범아리아니즘의 일례로 1900년대 영국의 공무원 임용시험에서 당국은 아프간인과 베르베르인(피부가 흰)에게 북유럽인과 함께 에스파냐인이나 이탈리아인보다 높은 분류를 준 기록이 있다.

### 종교 운동
백인우월주의는 종종 종교적인 요소와도 결합하는데, 이들은 신이 백인에게 우월한 권리를 부여했다는 식으로 인종차별을 정당화한다. 다른 기독교를 이단으로 간주하는 크리스찬 아이덴티티(Christian Identity) 운동은 특히 백인 우월주의와 연관이 깊으며, 쿠 클럭스 클랜(KKK)와도 관련이 있다. 그러나 모든 백인우월주의자들이 기독교 신자인 것은 아니며, 일부는 기독교가 오리엔트 지역에서 발생했다는 것과 예수가 유대인이라는 점에 거부감을 느끼고 북유럽 신화의 신을 모시는 오디니즘을 신봉하기도 한다. 백인 우월주의자들은 오딘 신화를 교묘히 각색하여 세계를 '빛의 세계(백인)'와 '어둠의 세계(비백인)'로 나누는 세계관을 신봉하고 있다.
백인우월주의 유사 기독교인 크레이어티비티 운동(Creativity Movement)은 백인이 일치단결하여 지구상에서 제거되어야 할 유대인과 비백인에게 맞서 싸우는 성전 Racial Holy War(RAHOWA)을 치러야 한다고 주장한다.

## 백인 우월주의 단체 현황
백인 우월주의는 규모의 차이는 있으나 지구상 백인이 주류인 대부분의 국가에 존재한다. 폭력을 일삼는 극단적인 이들은 종종 불법 단체로 규정되나 극우정당의 지지세력 및 모태가 되기도 한다. 실제로 많은 유럽국가들이 과거에 식민지였거나 빈곤한 비유럽 비백인 지역에서 많은 이민을 받아들임으로써 백인 토착민들의 치안 불안, 외국인 범죄에 대한 우려 등이 극우정당의 발호와 이에 연동한 백인 우월주의의 확산으로 이어지고 있는 실정이다. 몇몇 국가는 백인 우월주의 단체의 활동을 불법으로 규정하고 단속하고 있으며, 유대인 대학살 등 백인 우월주의의 어두운 기억이 있는 독일 등에서는 인종혐오적 발언에 대해 법적 처벌을 가하도록 하는 법률도 제정되어 있다. 대표적인 단체로는 쿠 클럭스 클랜(KKK)이 있다.

## 같이 보기
- 흑인 우월주의